# Турильченська сільська рада
Тури́льченська сільська́ ра́да — адміністративно-територіальна одиниця та орган місцевого самоврядування в Борщівському районі Тернопільської області. Адміністративний центр — село Турильче.

## Загальні відомості
- Територія ради: 5,611 км²
- Населення ради: 1 175 осіб (станом на 2001 рік)

## Населені пункти
Сільській раді підпорядковані населені пункти:
- с. Турильче
- с. Вербівка
- с. Підпилип'я

## Населення
Згідно з переписом УРСР 1989 року чисельність наявного населення сільської ради становила 1359 осіб, з яких 565 чоловіків та 794 жінки.
За переписом населення України 2001 року в сільській раді мешкало 1167 осіб.

### Мова
Розподіл населення за рідною мовою за даними перепису 2001 року:
| Мова       | Відсоток |
| ---------- | -------- |
| українська | 98,21 %  |
| російська  | 1,19 %   |
| білоруська | 0,09 %   |
| вірменська | 0,09 %   |
| молдовська | 0,09 %   |
| інші       | 0,33 %   |

## Склад ради
Рада складається з 16 депутатів та голови.
- Голова ради:
- Секретар ради: Гуменюк Лілія Миколаївна

### Керівний склад попередніх скликань
| Прізвище, ім'я, по батькові   | Основні відомості                                    | Дата обрання | Дата звільнення |
| ----------------------------- | ---------------------------------------------------- | ------------ | --------------- |
| Боднар Анатолій Володимирович | Сільський голова, 1962 року народження, безпартійний | 26.03.2006   | 31.10.2010      |

Примітка: таблиця складена за даними сайту Верховної Ради України

### Депутати
За результатами місцевих виборів 2010 року депутатами ради стали:

#### За суб'єктами висування
| Суб'єкт висування | Кількість обраних депутатів | %   |
| ----------------- | --------------------------- | --- |
| Самовисування     | 16                          | 100 |

#### За округами
| № округу | Прізвище, ім'я, по батькові   | Дата визнання обраним | Освіта             | Партійна приналежність | Відомості про обраного депутата                    |
| -------- | ----------------------------- | --------------------- | ------------------ | ---------------------- | -------------------------------------------------- |
| 1        | Цпін Оксана Ярославівна       | 02.11.2010            | середня спеціальна | позапартійна           | Бухг.с/р, бухг.                                    |
| 2        | Лазарук Михайло Володимирович | 02.11.2010            | середня спеціальна | позапартійний          | тимчасово не працює                                |
| 3        | Данильців Роман Вікторович    | 02.11.2010            | середня спеціальна | позапартійний          | Не пр.                                             |
| 4        | Братковська Наталія Іванівна  | 02.11.2010            | середня спеціальна | позапартійна           | тимчасово не працює                                |
| 5        | Павлюк Надія Богданівна       | 01.11.2010            | середня спеціальна | позапартійна           | Турильченська сільська амбулаторія, мол. медсестра |
| 6        | Павлюк Богдан Михайлович      | 02.11.2010            | середня            | позапартійний          | фермер, шофер                                      |
| 7        | Байдюк Людмила Степанівна     | 02.11.2010            | середня            | позапартійна           | тимчасово не працює                                |
| 8        | Гуменюк Йосип Іванович        | 02.11.2010            | середня            | позапартійний          | Працює у фермера, тракторист                       |
| 9        | Гуменюк Лілія Миколаївна      | 02.11.2010            | вища               | позапартійна           | Турильченська сільська рада, секретар              |
| 10       | Ільєв Роман Володимирович     | 02.11.2010            | вища               | позапартійний          |                                                    |
| 11       | Кліщ Михайло Володимирович    | 02.11.2010            | середня            | позапартійний          | Непр., кравець                                     |
| 12       | Бабій Іванна Павлівна         | 02.11.2010            | середня спеціальна | позапартійна           | Медс., медс                                        |
| 13       | Григоришин Михайло Нестерович | 02.11.2010            | середня спеціальна | позапартійний          | Тернопіль, шофер                                   |
| 14       | Сушко Ігор Володимирович      | 02.11.2010            | середня спеціальна | позапартійний          | Затишок, буд..                                     |
| 15       | Сушко Ліана Адамівна          | 02.11.2010            | середня спеціальна | позапартійна           | тимчасово не працює                                |
| 16       | Чеписюк Катерина Петрівна     | 02.11.2010            | середня спеціальна | позапартійна           | Соц.робітник, соц.прац.                            |